# Bennington and Rutland Railway
Die Bennington and Rutland Railway war eine Eisenbahngesellschaft in Vermont (Vereinigte Staaten). Sie bestand als eigenständige Bahngesellschaft einschließlich ihrer direkten Vorgänger von 1845 bis 1901. Der Sitz der Gesellschaft befand sich in Bennington.

## Geschichte
Die Gesellschaft wurde am 5. November 1845 zunächst als Western Railroad of Vermont gegründet und beabsichtigte, die im Südwesten des Bundesstaats gelegene Stadt Bennington an das Eisenbahnnetz anzuschließen. Die Strecke sollte in Rutland an die geplante und 1849 eröffnete Strecke der Champlain and Connecticut River Railroad, der späteren Rutland Railroad, anschließen. 
Erst im Oktober 1850 begann der Bau. Schon bald beschloss man, die Strecke zunächst nicht direkt nach Bennington zu bauen, sondern in Richtung Troy in New York. Diese Strecke tangierte die Stadt Bennington nur im Norden, sodass später eine kurze Stichstrecke in die Stadt Bennington ergänzt werden sollte. In New York wurde daher die Troy and Bennington Railroad gegründet, die den kurzen Abschnitt von der in Bau befindlichen Troy and Boston Railroad bis zur Staatsgrenze nach Vermont errichten sollte. Die Western Railroad eröffnete die Strecke bis zur Grenze nach New York abschnittsweise bis Juli 1852 und den Abzweig von North Bennington nach Bennington (9 km) schließlich 1854. Die Fortsetzung von der Grenze zur Troy&Boston ging im August 1852 in Betrieb und wurde von Anfang an durch die Troy&Boston betrieben, die die Troy and Bennington Railroad gepachtet hatte.
Der Bahnbetrieb lief defizitär, da aufgrund der damaligen Struktur des Bahnnetzes die Strecke keinen Durchgangs-, sondern nur Anliegerverkehr zu bewältigen hatte. Am 1. Januar 1857 meldete die Western Konkurs an und schließlich pachtete die Troy&Boston am 16. Januar des gleichen Jahres auch die Western Railroad und führte bis zum 8. Mai 1857 den Betrieb. Der Pachtvertrag lief über zehn Jahre bis zum 16. Januar 1867 und wurde danach nicht verlängert. Seit 1865 firmierte die Bahngesellschaft als Bennington and Rutland Railway.
Die Bennington&Rutland fusionierte am 1. Januar 1870 mit der Lebanon Springs Railroad zur Harlem Extension Railroad. Die Lebanon Springs hatte die südliche Fortsetzung der Strecke über Bennington hinaus bis Chatham (New York) gebaut. Die New York, Boston and Montréal Railroad pachtete die Gesellschaft ab 18. Dezember 1872, übergab den Pachtvertrag jedoch am 1. Dezember 1873 an die Central Vermont Railroad. 1877 wurde dieser Pachtvertrag aufgelöst, und am 10. September des Jahres löste man auch die Fusion. Die im August 1877 neu gegründete Bennington&Rutland übernahm ihre Strecken wieder in eigene Regie.
Am 1. Mai 1900 pachtete schließlich die Rutland Railroad die Bahn und kaufte sie am 30. Juli 1901 endgültig auf. Die Strecken bestehen heute noch und werden seit 1964 durch die Vermont Railway betrieben.

## Anhang